# 封戸
封戸（ふこ）とは、古代の貴族に対する封禄制度の1つ。特定数の公民の戸を支給するもので、「封戸を食む」という意味から、実際に行われた支給制度を「食封（じきふ）」とも呼び、封戸は食封にあてられた戸そのものを指す場合もあった。  
中国では春秋戦国時代の周、漢での食邑（しよくゆう）に当たる。南北朝時代以後に制度が整備された。

## 日本
日本でも大化2年（646年）の「改新の詔」で初めて登場する。その後、白鳳5年（676年）以後の改変を経て、大宝・養老両令で整備された。
封戸には位階に応じて（五位以上、慶雲の改革以後は三位以上）給せられる位封、大納言以上（後に参議以上）の官職に応じて与えられる職封のほか、五位以上の者で功績のあったものに給せられる功封、天皇より特に授けられる本封以外の別勅封、中宮・上皇・東宮などの院宮封などがある。
寺社に対しては、寺院は封戸支給の対象外であったが、場合によっては支給期間5年に限定して寺封が与えられることがあった。更に令外の封戸として神封が存在した。
令制では封戸のある令制国の国司が封物の徴収を行い、木簡を取り付け、租の半分と庸調の全部が京へ運ばれ封主へ渡されることになっていた。
封戸の仕組みは、律令制度における公民制の存在を前提にしていたため、その衰退とともに京進が滞った。これに代わり、封主による直接徴収が認められるようになると、封戸の田地が封主の私領と化して荘園に発展していくものもあった。（→封戸田を参照）
備後の国内には大安寺の封戸50戸、東大寺の封戸150戸があった。
長屋王邸跡から出土した木簡から、葦田郡葦田郷が氷高内親王（のちの元正天皇）の封戸であったことが分かる。安芸国では興福寺の封戸100戸、東大寺の封戸50戸、備後国の東大寺の封戸から年間100斛以上の米が運ばれていた。